# Etymologiae
Etymologiae sau Origines cunoscută și sub numele de Originum sive etymologiarum libri viginti poate fi considerată prima enciclopedie a culturii occidentale. A fost scrisă de Isidor din Sevilla, în latină Isidorus Hispalensis, (560-636) spre sfârșitul vieții sale, în limba latină medievală. Lucrarea numără 20 de cărți și 448 de capitole (adică vreo 100.000 de cuvinte). Extrem de populară în întregul Ev Mediu, cu peste 1.000 de manuscrise păstrate, lucrarea va fi reeditată și în Renaștere, când a cunoscut peste zece ediții între 1470 și 1580.
Isidor a fost episcop, iar sursele pe care le-a consultat, evaluate la 154, au fost în exclusivitate latine, atât autori păgâni (Vergilius, Cicero, Cato, Varro, Horațiu, Catullus, Juvenal, Martial, Ovidius, Suetoniu, Sallustius etc.) cât și autori creștini (Sfântul Ieronim, Chiril din Alexandria, Eusebiu din Cezareea, Teofil al Alexandriei, Ipolit de Roma).

## Metoda
Etimologia se află în centrul gândirii preștiințifice a lui Isidor. Acesta este convins că analiza unui cuvânt permite descoperirea adevărului despre semnificația acelui cuvânt.

## Atitudine critică
Isidor se arată critic privind unele superstiții. Astfel, el respinge credința potrivit căreia prezența unei labe de broască țestoasă pe un vas, ar putea să-i întârzie cursa. De asemenea, el neagă orice putere predictivă astrologiei și horoscoapelor: „Aceste horoscoape sunt incontestabil contrare credinței noastre și ar trebui ignorate de creștini.” Referindu-se la vechea practică a augurilor, în vigoare în Roma Antică, Isidor o respinge spunând că „ar fi un păcat să se creadă că Dumnezeu și-ar încredința sfaturile unor corbi.”
Isidor recuge la teoria evhemerismului în privința zeilor din Mitologia romană: aceștia ar fi pur și simplu oameni excepționali care, după moarte, au făcut obiectul unui cult.. În același capitol, el respinge tradiția potrivit căreia numele zeilor erau alegorii din lumea fizică: Cronos pentru timp, Neptun pentru apă, și așa mai departe.
În secțiunea Monștri, în capitolul (XI), Isidor enumeră un anumit număr de specii despre care exploratorii epocii afirmau că ar fi auzit vorbindu-se în țări îndepărtate. Astfel, în India erau căpcăuni și ciclopi ; în Libia trăiau blemmii, oameni fără cap, cu ochii și cu gura în spate; altundeva se găseau oameni fără nas, alții cu o buză inferioară atât de mare  încât putea să le acopere fața și să-i protejeze de soare etc. Isidor se referă la aceste date ca un lexicograf minuțios, fără să se pronunțe asupra existenței lor, spunând doar că unele persoane cred astfel de lucruri. El respinge totuși existența unor numeroase creaturi mitologice, ca gorgonele, sirenele, câinele Cerber etc.

## Importanța lucrării
În timp ce lumea antică era în plină răsturnare și când religia creștină atinsese o poziție dominantă, se dezbătea asupra oportunității continuării studierii și transmiterii conștințelor păgânilor. Sfântul Augustin tranșase această problemă în tratatul său De Doctrina christiana (în română: „Despre Doctrina creștină”) „incitându-i pe creștini să profite de cunoștințele transmise de Antichitatea profană, să le cunoască și să le pună în serviciul culturii creștine, să fie destul de instruiți pentru atingerea unei mai bune interpretări a Sfintei Scripturi, a Cuvântului lui Dumnezeu.”
Prin formația sa și prin remarcabila sa bibliotecă, Isidor de Sevilla avea un acces direct la cultura antică. A vrut să salvgardeze, pentru generațiile care vor veni, această moștenire. Lucrarea sa a avut un succes considerabil și a „contribuit din plin la menținerea, din Antichitate până la Renaștere, supraviețuirii patrimoniului uman constituit din cunoștințele celor vechi [...] A fondat regulile genului enciclopedic așa cum acesta va fi cunoscut în Evul Mediu”.

## Conținut
| Cartea | Titlul latin                                                  | Titlul echivalent în română                        |
| ------ | ------------------------------------------------------------- | -------------------------------------------------- |
| I      | De grammatica                                                 | Gramatica                                          |
| II     | De rhetorica et dialectica                                    | Retorică și logică                                 |
| III    | De quattuor disciplinis mathematicis                          | Aritmetică, geometrie, muzică și astronomie        |
| IV     | De medicina                                                   | Medicină                                           |
| V      | De legibus et temporibus                                      | Legi și cronologie                                 |
| VI     | De libris et officiis ecclesiasticis                          | Cărți și slujbe bisericești                        |
| VII    | De deo, angelis et sanctis                                    | Despre Dumnezeu, îngeri și sfinți                  |
| VIII   | De ecclesia et sectis                                         | Biserica și sectele                                |
| IX     | De linguis, gentibus, regnis, militia, civibus, affinitatibus | Limbi, popoare, regate, armată, cetățeni, înrudiri |
| X      | De vocabulis                                                  | Etimologii                                         |
| XI     | De hominibus et portentis                                     | Despre oameni și despre monștri                    |
| XII    | De animalibus                                                 | Despre animale / Zoologie                          |
| XIII   | De mundo et partibus                                          | Cosmografie                                        |
| XIV    | De terra et partibus                                          | Geografie fizică                                   |
| XV     | De aedificiis et agris                                        | Arhitectură și topografie                          |
| XVI    | De lapidibus et metallis                                      | Mineralogie și metalurgie                          |
| XVII   | De rebus rusticis                                             | Despre lucrurile de la țară / Agricultură          |
| XVIII  | De bello et ludis                                             | Despre știința militară, jocuri și jurisprudență   |
| XIX    | De navibus, aedificiis et vestibus                            | Despre nave, edificii și îmbrăcăminte              |
| XX     | De domo et instrumentis domesticis                            | Despre alimente și ustensile casnice               |